# Nana (Plastik)

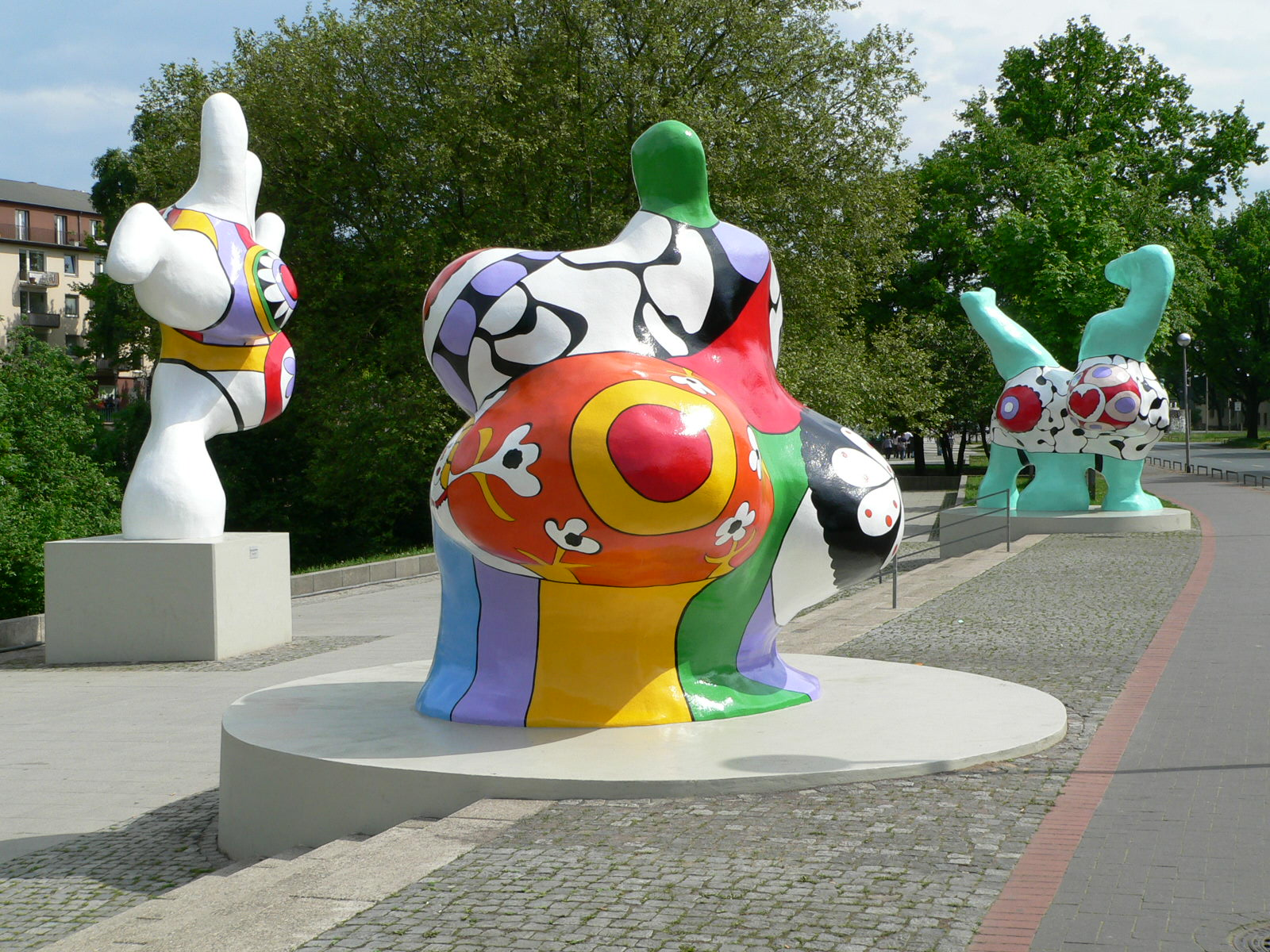
Die Nanas in Hannover

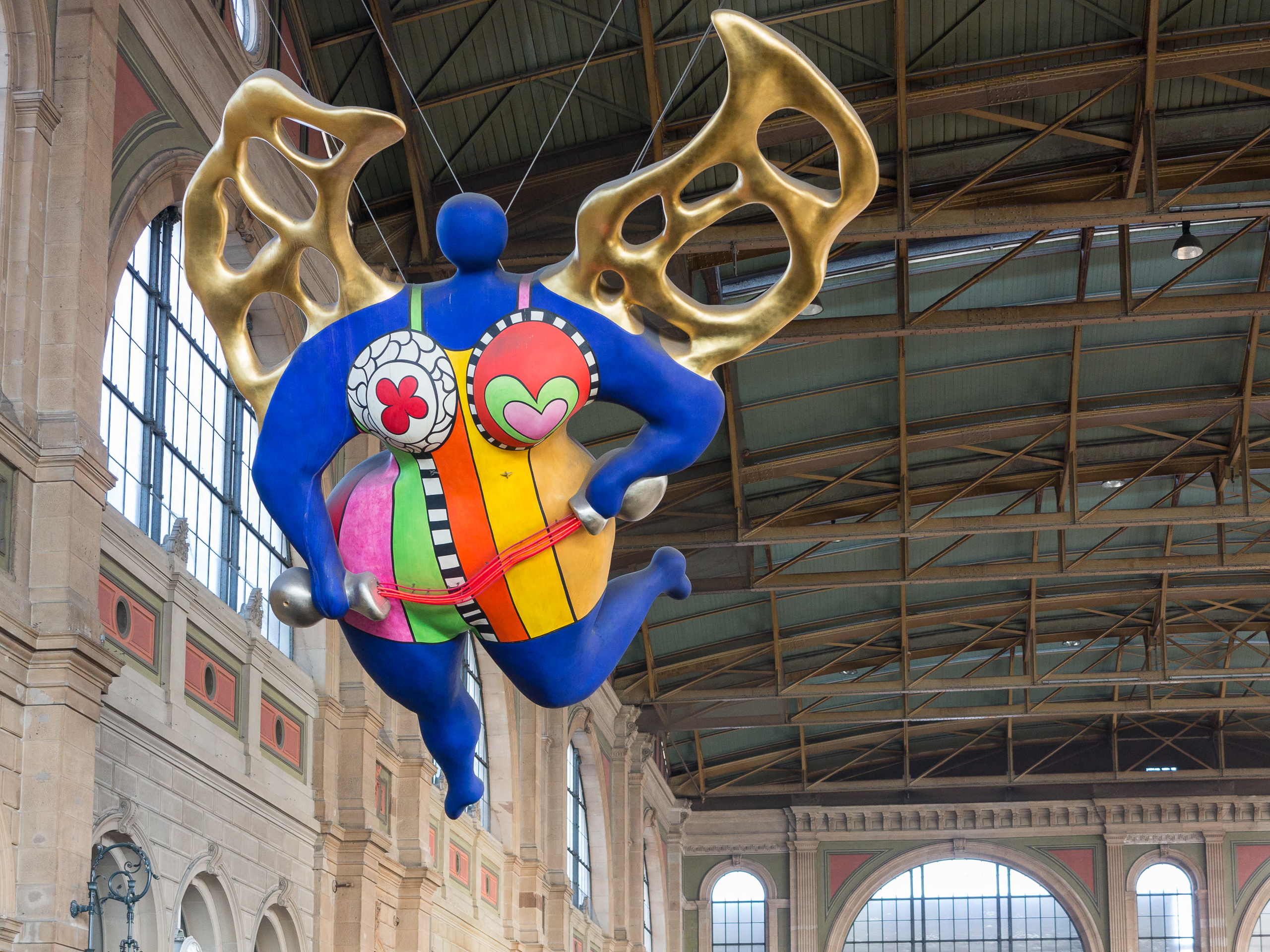
Nana-Engel im Zürcher Hauptbahnhof

Nanas sind Plastiken der französischen Künstlerin Niki de Saint Phalle (1930–2002), die im Stil der Pop Art vielfarbig gestaltete voluminöse weibliche Körper mit überdimensionierten Geschlechtsmerkmalen darstellen.
„Nana“ ist ein vieldeutiger Begriff aus dem Französischen für eine moderne, selbstbewusste, erotische und verruchte Frau. Mit dem Ausspruch „Alle Macht den Nanas!“ griff Niki de Saint Phalle Mitte der 1960er Jahre den Ideen der Frauenbewegung vor. Erstmals wurden ihre überdimensionierten Frauenplastiken im Oktober 1965 in Paris ausgestellt. Die lebensbejahenden, fröhlichen, bunten, meist tanzenden, oft überlebensgroßen, dicken „Nanas“ ziehen sich durch ihr weiteres Schaffen. 1968/69 entstand die Schwarze Nana im Wallraf-Richartz-Museum sowie 1994 im Museum Ludwig die Nana auf einem Delphin. Die Nanas stehen zunächst für Lebenskraft, Weiblichkeit, freie Gestaltung ohne Hemmungen und Konventionen, sie vereinigen alle Frauen in sich, sind eine umfassende Reflexion der weiblichen Existenz.
Ihre größte „Nana“ realisierte sie zusammen mit Jean Tinguely 1966 vor dem Stockholmer Moderna Museet. Hon – en katedral (schwedisch: Sie – eine Kathedrale) nannten sie die 29 Meter lange liegende Plastik eines Frauenkörpers, der durch die Vagina erkundbar war. Diese „Nana“ beherbergte in ihrem Innern unter anderem ein Kino, eine Liebesnische im Bein, eine Milchbar in der Brust und eine mechanische Gebärmutter im Bauch. Dies war auch Nikis ironischer Kommentar zum tradierten Idealbild der Frau.
Am 14. Januar 1974 wurden die Nanas in Hannover am Leibnizufer der Leine aufgestellt. Benannt wurden die drei bunten, voluminösen Nanas aus Polyester in „Sophie“, „Caroline“ und „Charlotte“ nach bekannten Frauen aus Hannover. Ihre Aufstellung führte zunächst zu Proteststürmen, bewirkte aber auch die erste Diskussion über Kunst im öffentlichen Straßenraum. Letztlich gaben sie den entscheidenden Anstoß zu einer intensiven Auseinandersetzung über Kunst als eine Form der Alltagskultur. Später wurden sie zum Grundstein der Skulpturenmeile Hannover.
Am sogenannten Lifesaver auf der Duisburger Königstraße wurde das Motiv abgewandelt. Hier umklammert eine Nana-Figur ein mythisches Vogelwesen, das ebenfalls zu den wiederkehrenden Motiven im Werk Niki de Saint Phalles gehört. 